# Djurgårdsandan
Djurgårdsandan grundlagt 2006 af blandt andet Djurgårdens IF Fotbollförening (fodbold). Djurgårdsandan er den samlede betegnelse for Djurgårdens sociale aktiviteter (CSR). 

Djurgårdsandan arbejder på tre områder:
- Aktiv samfundsengagement
- Værdier arbejde
- Arbejde for en positiv fankultur

Under sæsonen 2013 (Allsvenskan) vil Djurgårdens IF have Djurgårdsandans logo på brystet.